# Arapaho
Arapaho er et folk af Amerikas oprindelige folk, der historisk set levede på prærien i nutidens Colorado og Wyoming. De var nært allieret med cheyennerne og havde endvidere forbindelse med lakota og dakota. Arapaho-sproget (Heenetiit) er et algonkinsk sprog nært beslægtet med gros ventre (ahe/a'ananin), der blev talt af folket med samme navn, som menes at være en tidlig udløber af arapahoerne. Andre præriefolk som cheyenne og blackfoot, hvis sprog også er algonkinske, taler sprog, der er ret forskellige fra arapaho.
Arapahoerne tilsluttede sig Fort Laramie traktaten (1851). I 1850'erne dannede arapahogrupper to divisioner: nordlige og sydlige arapaho. Siden 1878 har nordlige arapaho levet sammen med østlige shoshone i Wind River-indianerreservatet i Wyoming og anerkendes af de føderale myndigheder. Sydlige arapaho lever sammen med sydlige cheyenne i Oklahoma. Disse to stammer er ligeledes anerkendt af de føderale myndigheder som fælles gruppe.

## Kultur

### Religion
Soldansen var arapahoernes vigtigste ceremoni og blev kaldt "offerhytten" af dem selv.